# Kalksburger Schubertpark

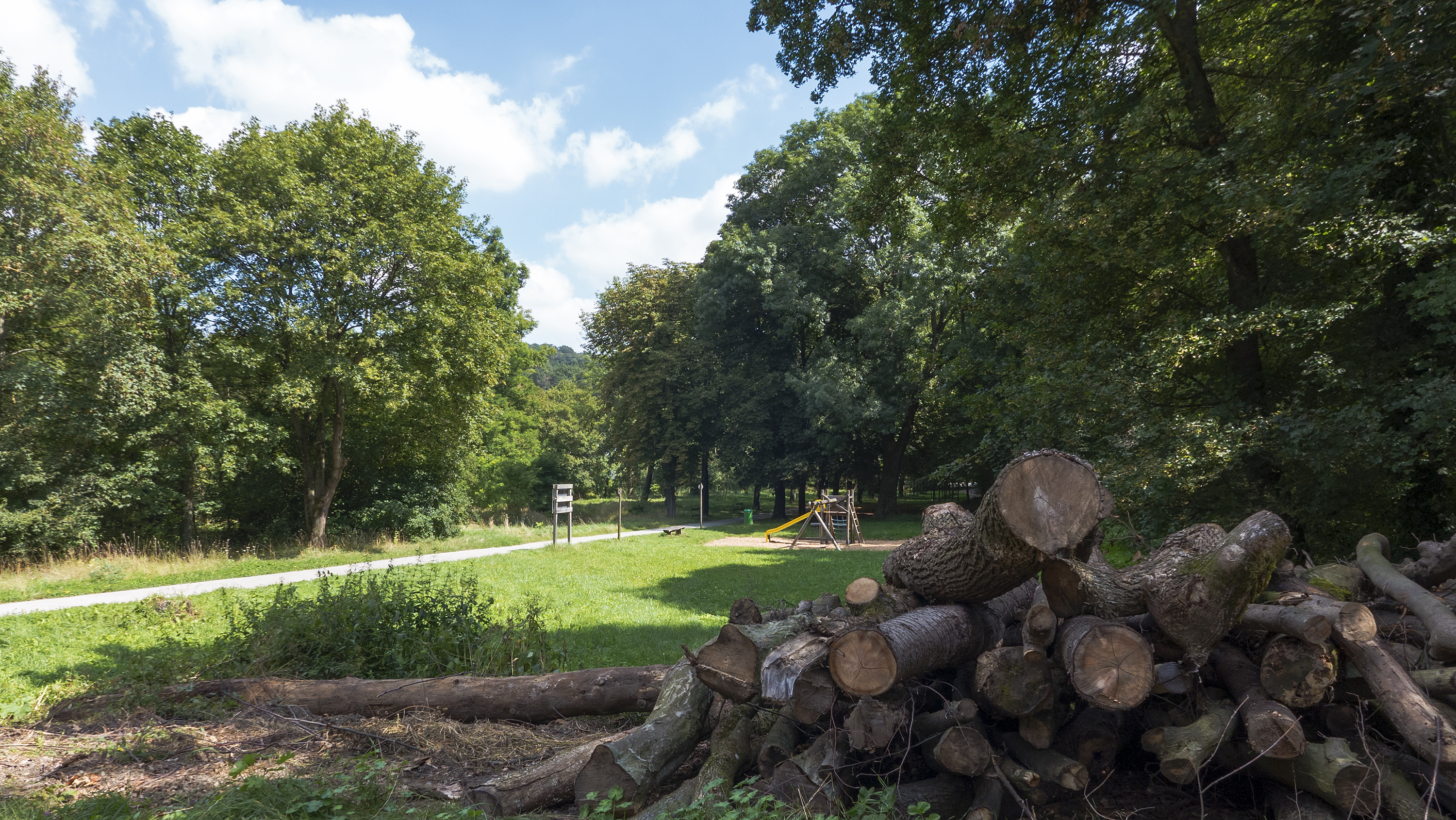
Kalksburger Schubertpark (2016)

Der Kalksburger Schubertpark ist ein Wiener Park im 23. Bezirk, Liesing.

## Beschreibung

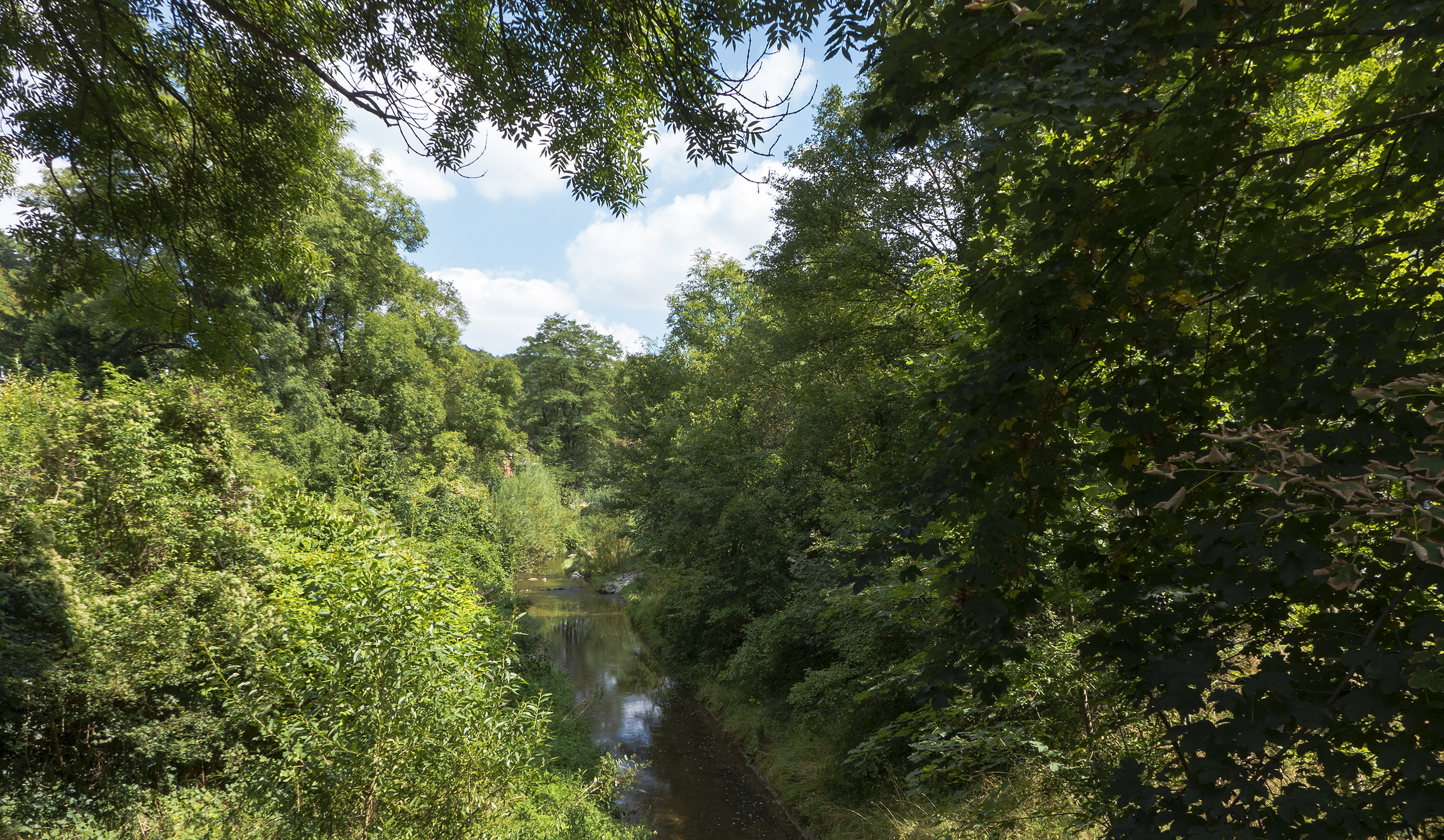
Kalksburger Schubertpark an der Liesing (2016)

Der Kalksburger Schubertpark ist ein Park in Kalksburg. Zur Größe und genauen Grenze gibt es keine überprüfbaren Angaben. Der Park besteht überwiegend aus Waldflächen. Der dort etablierte Spielplatz wird daher seitens der Stadt Wien auch als Waldspielplatz geführt. Neben diesen Waldflächen und einer Wiesenfläche verfügt der Park über einen kleinen Kinderspielplatz mit Schaukel. Zum direkt an den Park angrenzenden Naherholungsgebiet rund um die Liesing ist ein fließender Übergang gegeben.

## Geschichte
Der Park wurde nach dem österreichischen Komponisten Franz Schubert benannt.

## Verwechslungsgefahr
Aufgrund des ähnlichen Namens besteht die Möglichkeit den Park mit dem Inzersdorfer Schubertpark und dem Maurer Schubertpark, welche beide ebenfalls in Liesing liegen, sowie dem in Wien-Währing befindlichen Währinger Schubertpark zu verwechseln.